# Caridina alba
Caridina alba е вид десетоного от семейство Atyidae.

## Разпространение
Видът е разпространен в Китай (Хубей).